# حقوق مشترک
حقوق مشترک قانونی است که برای همه شهروندان یا انسان ها مشترک بود. مفهوم متضادی دارد که آن IUS PROPRINM است یعنی قانون یک شهر، یک عرف محلی یا امتیازات شاهزادگان شهر ها یا گروه هایی از جمعیت.
اگر این تضاد مفهومی از نظر یک وکیل باشد که میپرسد کدام قاعده حقوقی را در یک پرونده خاص اعمال کنیم این یک سوال در رسیدگی های حقوقی بود.
با این حال، به راحتی می توان دریافت که چنین نوع قانون عرفی نیازی به جهانی شدن ندارد. در عوض، قوانین مشترک «نسبی» منطقه‌ای نیز می‌تواند وجود داشته باشد، مانند قوانین مشترک انگلستان و اسکاتلند، یا قوانین ساکسون یا سوابی در آن مناطق، که در آن آینه ساکسون (Sachsenspiegel) یا آینه سوابی (Schwabenspiegel) اعمال می‌شود. بنابراین، زمانی که ملت فرانسه ظهور کرد، قانون ملی پادشاه اغلب به عنوان «قانون مشترک» جدید با آداب و رسوم و قوانین محلی در تضاد بود.
برخلاف آن قوانین مشترک محلی «نسبی»، رومی-کانون ius commune  یک قانون عرفی خاص اروپایی و در نتیجه جهانی بود. این امر از آنجا آشکار می‌شود که حقوقدانان اروپایی معمولاً نمی‌پرسیدند که این ius commune و مبانی متن رومی آن به چه معنا و به چه دلایلی می‌تواند قانون خوبی باشد. البته دلایلی وجود دارد که اطلاق قانون روم را توجیه می کند; اینها، اول از همه، ایده یک translatio imperii هستند که بر اساس آن، امپراتوری مقدس روم، پس از سلطه امپراتوری روم باستان بر مسیحیت، جانشین شد. یک استدلال قابل مقایسه بعداً افسانه به اصطلاح لوتاری بود که طبق آن استفاده از Digest در سال 1135 توسط امپراتور لوتار سوم سوپلینبورگ تجویز شد. کمون ius مبتنی بر عمل خود ارجاعی علم حقوق بود که به درجه بالایی از خودمختاری از روند سیاسی دست یافته بود. در این زمینه، حقوق روم به عنوان بیانی از عقلانیت حقوقی تلقی می شد. هیچ شکی در مورد دستور زبان جهانی قانون وجود نداشت. این دلیلی بود که باید در هنگام استفاده از ius proprium نیز در نظر گرفته می شد. ابزارهای مفهومی و مقوله های فکری حقوق را فقط در چارچوب حقوق روم می توان یافت. و بنابراین، آنها برای اعمال و بحث در مورد قوانین محلی نیز تعیین کننده بودند. از این رو، «اعتبار» ius commune و «اعتبار» ius proprium موضوعات کاملاً متفاوتی بودند: قوانین محلی مبتنی بر فرمان سیاسی یک شاهزاده، بر عرف سنتی یک جامعه محلی، یا بر اساس قانونگذاری بود. یک شهر خودمختار در مقابل، ius commune معرف عقلانیت و عدالت قانون بود، اصول آن به جای ratione imperii الزام آور Imperio rationis است.

## عناصر
عناصر Roman-Canon ius commune کمون رومی-کانون ius مبتنی بر گستره ای از منابع حقوقی مختلف بود و دو نظام حقوقی مستقل، یعنی قانون روم سکولار، از یک سو، و قانون شرعی کلیسای کاتولیک، از سوی دیگر، را در بر می گرفت.
‎هسته اصلی حقوق مشترک همیشه Corpus Juris Civilis بوده است. در اصل، Corpus Juris از ius commune عمدتاً یک نسخه «انتقادی» از قوانین ژوستینیان بود که اندکی تغییر ترتیب داده بود. با این حال، در آغاز قرن سیزدهم، کدکس با Libri Feudorum در اصل لومبارد تکمیل شد، که منبع اصلی قانون عملا مهم فئودالی بود. از قرن دوازدهم به بعد، این متون حقوقی رومی دوباره به موضوع آموزش آکادمیک در دانشگاه بولونیا تبدیل شدند. آنها شالوده یک فقه علمی شدند و از این رو به سرعت به درجه بالایی از مرجعیت دست یافتند. این را هزاران نسخه خطی مکتوب Corpus Juris تأیید می کند، که باید برای صاحبان آنها گران بوده باشد، حتی اگر تزئینات گران قیمتی نداشته باشند: یک نسخه از Corpus Juris شامل چندین جلد بود، و برای هر جلد، پوست حدود 100 گوسفند مورد نیاز بود. سه سال طول می کشد تا یک نویسنده خوب متن دایجست را کپی کند. در کنار Corpus Juris Civilis، ius commune از همان ابتدا متون قانونی معتبر کلیسای کاتولیک را نیز پذیرفت. هنجارهای فردی کلیسای روم مدتهاست که مستقل از یکدیگر توسعه یافته بودند. با این حال، در آغاز قرن دوازدهم، آنها در یک کتاب قانون منسجم، Concordantia discordantium canonum گردآوری شدند. این متن که بیشتر با عنوان بعدی Decretum Gratiani شناخته می شود، به زودی در دانشگاه های ایتالیا تدریس شد. در عرض چند سال، به طور کلی به عنوان مبنای متنی اصلی قانون کانون شناخته شد. در قرون بعدی بارها و بارها با مجموعه‌های دیگری از قوانین پاپی تکمیل شد. بعدها همه این متون با هم تبدیل به Corpus Juris Canonici شدند. بنابراین، ius commune متشکل از دو نهاد مستقل قانون بود که - علیرغم اینکه از نظر فکری به هم مرتبط بودند - اغلب ارزش‌های متضاد را پذیرفتند. از همان ابتدا تنش های ناشی از آن به وکلای دانش آموخته کمک کرد تا قانون را به شکلی سازنده توسعه دهند.
‎از قرن سیزدهم به بعد، علم حقوقی ius-commune به یک عنصر مستقل از ius commune تبدیل شد. اگرچه وکلای فرهیخته همواره از یک روش تفسیری پیروی می کردند، اما کارکردی نوآورانه و مولد فزاینده در نظام حقوقی قرون وسطی به عهده گرفته بودند.
آثار اصلی، اول از همه Glosses (تفسیرهای) استاندارد شده به Corpus Juris Civilis و Decretum Gratiani، به قدرت شبه قانونی دست یافتند و در طول قرن های بعد این مجموعه حقوق آموخته شده باآثار نویسندگانی مانند بارتولوس و بالدوس غنی شد. . قانون آیین دادرسی قرون وسطایی، که عمدتاً بر اساس قانون شرعی (رویه حقوقی رومی-قانونی) توسعه یافته بود، و آموزه هایی که به کارگیری متون متضاد اختیارات قانونی (نظریه قوانین) را هدایت می کند، در مجموع توسط آن حقوقدانان دانش آموخته توسعه یافتند.

## حقوق مشترک و کامن لا
رابطه بین قانون عرفی انگلیسی-امریکایی و ius commune از دیرباز موضوع مناقشه بوده است. در طول دهه‌های گذشته، مفهوم قانون عرفی که به طور مستقل توسعه یافته است («انزوای حقوق انگلیس»، جان اچ بیکر) با موفقیت به چالش کشیده شده است. در واقع، از قرن سیزدهم (براکتون)، حقوق رومی، قانون شرعی و متأخران قانون طبیعی، مکرراً از جنبه های مهمی بر توسعه کامن لا تأثیر گذاشته اند. در انگلستان و اسکاتلند نیز، کمون ius رومی هدف اصلی آموزش حقوقی آکادمیک بود (که البته برای وکلای عادی غیرقابل استفاده بود). اگر ius commune به‌عنوان یک گفتمان آموخته‌شده در نظام‌های حقوقی مختلف، به‌جای مجموعه‌ای از قوانین با قابلیت کاربردی فرعی توصیف می‌شود، بنابراین باید به عنوان یک عضو خانواده دور از سنت مشترک اروپایی ius commune در نظر گرفته شود. ۴ کمون Ius و حقوق خصوصی اروپا
‎در طول قرن‌های 19 و 20، گفتمان ius-commune در نتیجه توسعه دولت‌های ملی، جنبش کدنویسی (تدوین‌سازی) و درگیری‌های سیاسی اروپا از هم پاشید. با این حال، در طول قرن بیستم، یک علم حقوقی رایج اروپایی (حقوق خصوصی اروپا) دوباره ظهور کرد. این پیشرفت توسط برخی از نویسندگان به سنت ius-commune سابق مرتبط شده است. با این حال، علم حقوقی کنونی اروپا فاقد حداقل سه ویژگی اساسی ius commune است، یعنی زبان مشترک دانشگاهی (لاتین)، متون مرجع مشترک (به ویژه Corpora Juris Civilis (Corpus Juris Civilis) و Canonici و کتب مربوطه اقتدار)، و بالاتر از همه، درجه خاصی از استقلال علم حقوق در برابر قانون اعمال شده در عمل دادگاه ها.